# Manoir de la Hélardière
Le manoir de la Hélardière est un château de type breton, datant pour l'essentiel du dernier quart du XVe siècle, situé à Donges, en Loire-Atlantique (France).

## Localisation
Le château est situé à environ 500 mètres de la limite ouest du bourg de Donges. À environ 130 mètres au sud du monument se trouvent les premières cuves de stockage de la raffinerie de Donges.

## Historique
Le monument est inscrit au titre des monuments historiques en 2012.

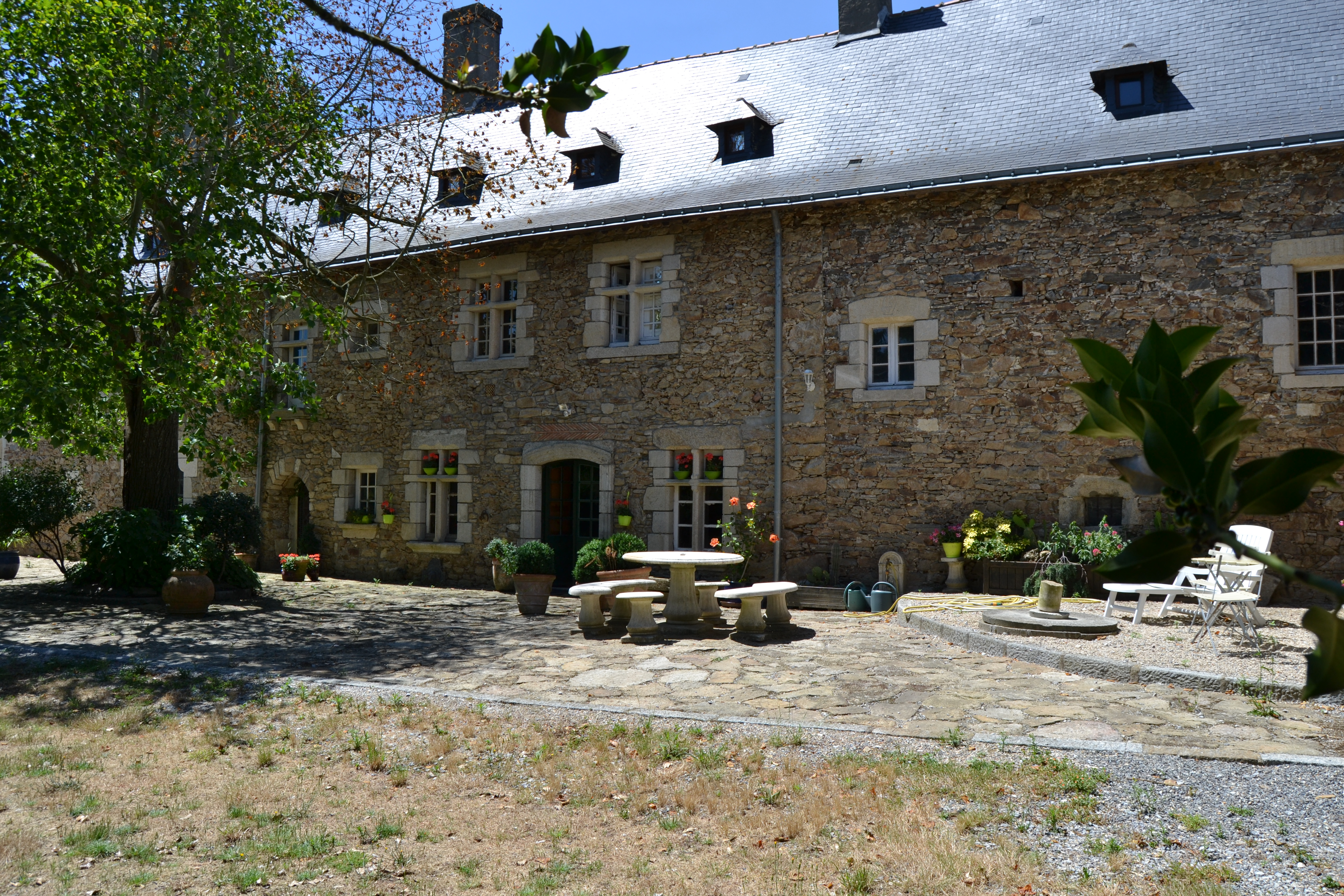
Façade coté parc
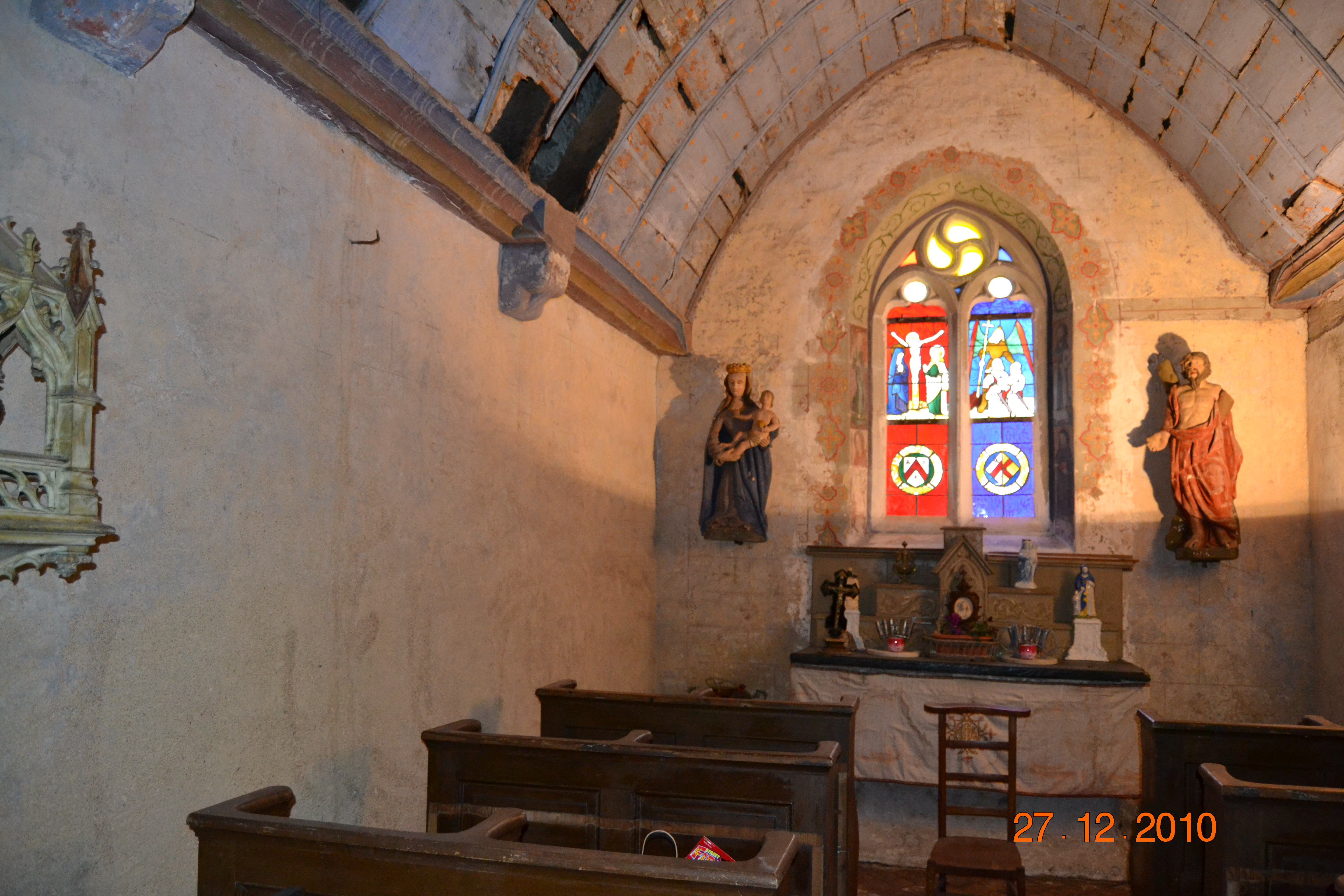
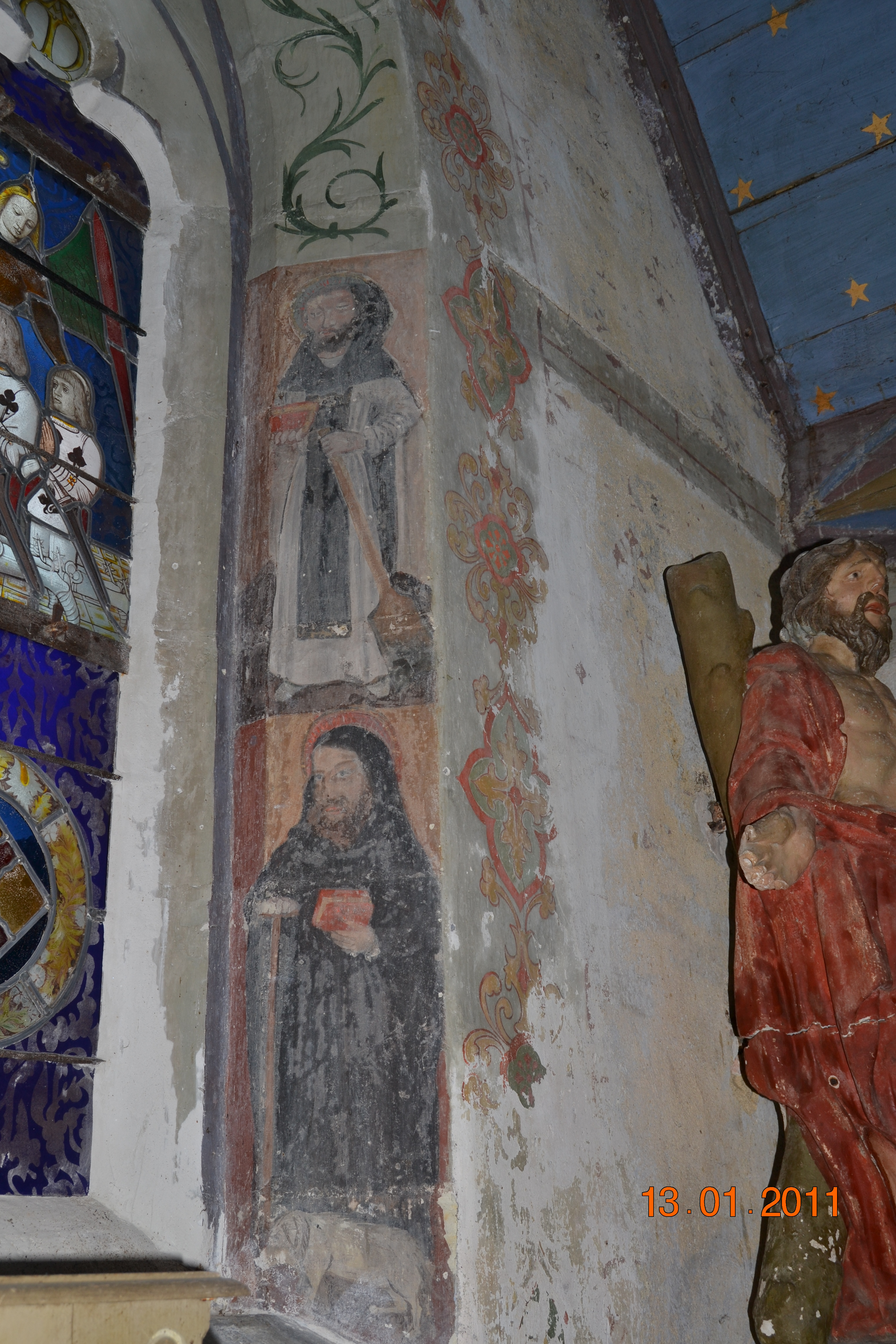